# نسیمی آقایوف
نسیمی آقایوف (ترکی آذربایجانی: Nəsimi Ağayev؛ زادهٔ) سرکنسولگر جمهوری آذربایجان در لس آنجلس، بزرگ‌ترین شهر ایالت کالیفرنیای ایالات متحده آمریکا، است.

## تحصیلات
نسیمی آقایوف دانش‌آموخته کارشناسی و کارشناسی ارشد روابط بین‌الملل از دانشگاه دولتی باکو، و همچنین کارشناسی ارشد حقوق اروپا از دانشکده اروپای دانشگاه زارلاند در آلمان است. سپس، در آکادمی دیپلماتیک وین در اتریش به ادامه تحصیل پرداخت.
در کنار زبان مادری خود- ترکی آذربایجانی، بر زبان‌های ترکی استانبولی، انگلیسی، فرانسوی، آلمانی، روسی و اسپانیایی به خوبی مسلط است.

## سوابق
نسیمی آقایوف در سال ۱۹۹۹ کارنامه دیپلماتیک خود را آغاز نموده و در سفارتخانه‌های جمهوری آذربایجان در اتریش (۲۰۰۰ تا ۲۰۰۳)، آلمان (۲۰۰۵ الی ۲۰۰۸) و نیز در وزارت امور خارجه این کشور مشغول به کار شد. وی مترجم آلمانی حیدر علی‌اف، رئیس‌جمهوری وقت آذربایجان، هنگام سفر رسمی‌اش به اتریش در ۳ تا ۶ ژوئیه سال ۲۰۰۰ بود. در میان سال‌های ۲۰۰۰ الی ۲۰۰۳ به تدریس زبان ترکی آذربایجانی در دانشگاه وین پرداخت.
الهام علی‌اف، رئیس‌جمهوری آذربایجان، طی حکمی به‌مورخه ۱۰ آوریل سال ۲۰۱۲، نسیمی آقایوف را به عنوان سرکنسولگر این کشور در لس آنجلس منصوب نمود. دامنه فعالیت وی ایالت کالیفرنیا و ۱۲ دیگر ایالت غرب آمریکا را پوشش می‌دهد. نسیمی آقایوف از درجه یک رتبه دیپلماتیک فرستاده فوق‌العاده و تام‌الاختیار برخوردار است.
او همچنین سابقه سردبیری مجله «اجمال قفقاز از منظر روابط بین‌الملل» را در کارنامه خود داراست. این دیپلمات آذربایجانی مؤلف کتابی تحت عنوان «مداخله بشردوستانه و حقوق بین‌الملل: عملیات ناتو در کوزوو» است، که به سال ۲۰۰۷ به انتشار رسید.